# Экономика Панамы

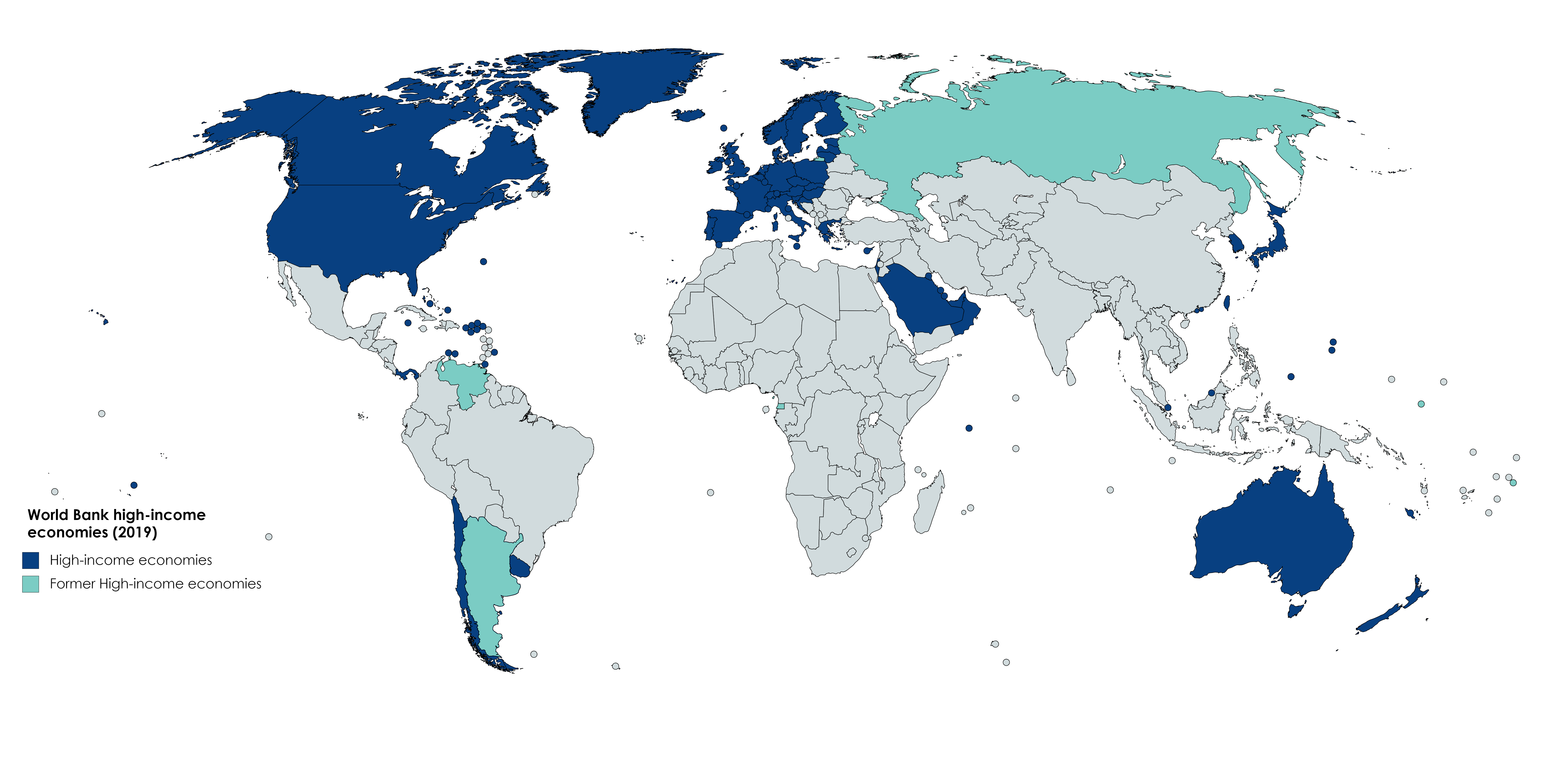
Страны с высоким уровнем доходов по состоянию на 2023 год. Тёмно-синим выделены страны с высоким уровнем доходов. Голубым выделены бывшие страны с высоким уровнем доходов.

Экономика Панамы ориентирована преимущественно на международный транзит. Согласно данным Всемирного банка, Панама относится к категории стран с высоким уровнем доходов.

## Сельское хозяйство
Половина крестьян пользуется государственными землями. Для внутреннего потребления выращиваются рис, кукуруза и сахарный тростник. Долгое время сохранялось сильное земельное неравенство. В 1968 году была проведена аграрная реформа и ряд земель был перераспределен в сторону крестьян. Самой плодородной зоной является провинция Чирики, где располагаются крупные плантации американских компаний таких как «Юнайтед Фрут». На них выращиваются в основном бананы, плантации расположены на тихоокеанском и атлантическом побережьях. Выращиваются также какао и кофе.

## Промышленность

### Горнодобывающая промышленность
В 1968 году в провинции Чирики было открыто крупное месторождение меди. Однако проект был заморожен из-за нестабильных цен на медь. Разведаны также запасы золота и серебра. В 1980 году около столицы на шельфе была найдена нефть.

### Обрабатывающая промышленность
Обрабатывающая промышленность получила развитие после окончания Второй мировой войны. Больше развиты пищевая и легкая промышленность, развивается химическая и нефтеперерабатывающая промышленность. Есть заводы по переработке сахарного тростника.

## Транспорт
Панама находится на первом месте в мире по тоннажу морского флота, но в основном эти суда плавают под «дешевыми флагами».
Автодороги
- всего — 11 643 км, в том числе
  - с твердым покрытием — 4028 км
  - без твердого покрытия — 7615 км

Железные дороги
- всего — 355 км, в том числе
  - стандарт — 77 км
  - с узкой колеей — 278 км

Аэропорты
- всего — 117, в том числе
  - с твердым покрытием — 43
  - без твердого покрытия — 64

Водный транспорт
- всего судов — 5473 водоизмещением 146,511,342 грт
  - баржи — 1
  - балкеры — 1176
  - сухогрузы — 992
  - химические танкеры — 476
  - контейнеровозы — 663
  - перевозчики газа — 193
  - перевозчики скота — 7
  - пассажирские суда — 49
  - пассажирские/сухогрузы — 77
  - нефтяные танкеры — 518
  - рефрижераторы — 299
  - ролкеры — 123
  - специальные танкеры — 23
  - перевозчики автомобилей — 274
  - рудовозы — 2

## Торговля
- Экспорт: 8,087 млрд долларов
- Статьи экспорта: бананы, креветки, сахар, кофе
- Импорт: 9,365 млрд долларов
- Статьи импорта: машины, продовольствие, химикаты